# Mišovice
Mišovice (en allemand : Mischowitz) est une commune du district de Písek, dans la région de Bohême-du-Sud, en République tchèque. Sa population s'élevait à 268 habitants en 2020.

## Géographie
Mišovice se trouve à 4 km au sud-ouest de Mirovice, à 22 km au sud de Příbram, à 25 km au nord-nord-ouest de Písek et à 72 km au sud-sud-ouest de Prague.
La commune est limitée par Drahenice au nord, par Mirovice au nord-est, par Rakovice au sud-est, par Minice, Myštice et Uzeničky au sud, et par Bělčice et Koupě à l'ouest.

## Histoire
La première mention écrite du village date de 1323.

## Transports
Par la route, Mišovice se trouve à 10 km de Březnice, à 31,5 km de Písek, à 86 km de České Budějovice et à 108 km de Prague.